# Pfahlbronn
Pfahlbronn ist ein Ortsteil der Gemeinde Alfdorf im Rems-Murr-Kreis. Das Dorf liegt 498 m ü. NN. Der Ort liegt im Naturpark Schwäbisch-Fränkischer Wald und ist baulich mit dem Weiler Brech zusammengewachsen.

## Geographie

### Gliederung der Altgemeinde
Das Gebiet der bis 1972 selbständigen Gemeinde bildet die Ortsteile Pfahlbronn und Rienharz ohne den Hof Meuschenmühle, dieser gehörte bereits zuvor zur Gemeinde Alfdorf.
Pfahlbronn war bis zur Vereinigung mit den Gemeinden Alfdorf und Vordersteinenberg am 1. Januar 1972 eine selbstständige Gemeinde mit einer Fläche von 39,05 km² und 2047 Einwohnern (Stand 1970). Zur Gemeinde Pfahlbronn gehörten das Dorf Pfahlbronn, die Weiler Adelstetten, Brech, Brend, Buchengehren, Burgholz, Enderbach, Haghof, Höldis, Mannholz, Mittelweiler, Rienharz und Voggenberg, die Einzelsiedlungen Buchengehrener Sägmühle, Burgholzer Sägmühle, Burgholzhof, Döllenhof, Fritzhof, Gehäuhaus, Gelbfritz, Haghofer Ölmühle, Hagmühle, Haldenhof, Haselhof, Leinecksmühle, Mannholzer Ölmühle, Niederheckenhof, Petershaldenhof, Pfahlbronner Mühle, Poppenholz, Rienharzer Sägmühle, Schenkhöfle, Schmidhof, Schmidhöfle, Struthof, Tannhof, Tannacker, Voggenberger Sägmühle und Voggenbergmühle.

### Wüstungen
Auf dem Gebiet der Altgemeinde liegen die Wüstungen Burg Leineck, Geiersweiler, Hirtenhäusle, Höldiser Sägmühle, Kühnenbach, Mannholzer Sägmühle, Neufertssägmühle, Nibelgau, Östliche Burgholzer Sägmühle, Unterwetzler und Webersgehren.

## Geschichte

### Pfahlbronn
Der Ort ist wahrscheinlich zur Zeit der Merowinger entstanden und wurde am 22. Juli 1293 als Pfalbrunnen erstmals urkundlich erwähnt. Der Name leitet sich von der Palisade des obergermanisch-raetischen Limes ab, an dem der Ort liegt. Bei günstiger Sonneneinstrahlung ist der Verlauf des Limes am Haghof noch als leichte Erhebung im Gelände erkennbar. Der größte Teil des Orts kam als Stiftung der Staufer an das Kloster Lorch und Pfahlbronn zum Sitz eines Amts. Zusammen mit dem Kloster Lorch kam Pfahlbronn infolge der Reformation zu Württemberg. Der Ort gehörte dann zum Klosteramt Lorch, bis dieses 1806 im Oberamt Welzheim aufging. Nach dessen Auflösung 1938 kam Pfahlbronn zum Landkreis Gmünd (ab 1941 Landkreis Schwäbisch Gmünd) und mit der Kreisreform Baden-Württemberg 1973 zum Rems-Murr-Kreis.

### Geschichte der Weiler

#### Adelstetten
→ Hauptartikel: Adelstetten
Erstmals erwähnt wurde Adelstetten als Allstöten im Jahre 1358. Catharine von Rinderbach ließ 1576 das Schloss Adelstetten errichten. Über die Familie von Eltershofen und kam das Anwesen 1678 an die Familie vom Holtz. 1774 erwarb es Theresie Schilling von Cannstatt. Sie heiratete den Freiherren Karl Wilhelm August von Tunderfeld-Rhodis. 1777 wurde auf Schloss Adelstetten Wilhelmine von Tunderfeld-Rhodis geboren, die am 23. August 1800 Wilhelm Friedrich Philipp von Württemberg heiratete. Das Schlösschen wurde 1780 an die Geheimrätin von Kauffenberg, geborene von Uechtritz verkauft, die das Gut zerstückelte. 1794 wurde das Schlösschen von einem Landwirt erworben. Im 19. Jahrhundert diente das Schloss als Gasthaus und Bierbrauerei, ehe es schließlich abgerissen wurde.

#### Brech
Der mit Pfahlbronn baulich zusammengewachsene Ort wurde im Jahre 1318 als Gebrächhe (= Siedlung auf umgebrochenem Land) erstmals erwähnt und war ursprünglich im Besitz der Herren von Leineck.

#### Brend
Der Weiler wurde erstmals 1364 als Geprende (= Brände) erwähnt. Der Name weist auf eine Brandrodung hin.

#### Buchengehren
Der Weiler erscheint erstmals als Buchigern in einer Urkunde von 1365. Der Ort war im Besitz der Familie Wolf von Wolfsthal. 1411 erwarb das Kloster Adelberg den Ort.

#### Burgholz
Erstmals als Burdholz erwähnt (1435), dann als Burgoltz (1446) und 1477 als Burdolf. Gehörte einst als Zubehör zur Burg Hohenstaufen.

#### Enderbach
Der landwirtschaftlich geprägte Weiler entstand wohl in der jüngeren Ausbauzeit. 1379 wird ein Mann Cuntze von Enderbach urkundlich erwähnt. 1408 wurde der Ort  Enderbach erstmals genannt und gehörte schon früh dem Kloster Lorch.

#### Haghof
Als daz Wiler zum Hag wurde der Ort 1407 erstmals erwähnt. 1467 hieß der Ort Hof zum Hage.

#### Höldis
Der kleine Ort erscheint in einer mittelalterlichen Urkunde als Heldes im Jahre 1380.

#### Mannholz
→ Hauptartikel: Mannholz
Der Weiler Mannholz wurde 1497 als Manholtz erstmals erwähnt. Egehörte einst zur Herrschaft Waldhausen. Hauptgrundherr war das Kloster Gotteszell.

#### Mittelweiler
Die zwischen Wahlenheim und Buchengehren gelegene Örtchen war wohl ein staufisches Stiftungsgut des Klosters Adelberg. Da er zwischen den beiden älteren Siedlungen entstanden ist, gab man ihm den Namen Mittelweiler. Seit seiner erstmaligen Nennung als Mittelwiler (1421) hat sich der Name kaum verändert.

#### Rienharz
→ Hauptartikel: Rienharz
Rienharz wurde 1352 erstmals als Renhart erwähnt. 1357 wurde der Weiler als Reinhartz genannt. In dem Ort gab es wohl ein Ortsadelsgeschlecht. Aus einer Urkunde aus dem 15. Jahrhundert ist ein Heinz von Reinhartz bekannt.

#### Voggenberg
1515 wurde Voggenberg erstmals erwähnt. Namensbestandteil Vogge (= Stute) weist wohl auf Pferdezüchter aus Friesland hin, die zur Zeit Karls des Großen nach Alemannien umgesiedelt wurden.

### Geschichte der Wüstungen

#### Burg Leineck
→ Hauptartikel: Burg Leineck
Der Burgstall liegt an der Kreisstraße 1889 und wird von der Lein umflossen. Der Stammsitz der Familie von Leineck wurde 1331 erstmals erwähnt. Nach dem Aussterben der Leinecker kam die Burg an verschiedene Geschlechter, ehe sie 1435 von dem Kloster Lorch gekauft wurde. 1581 wird die Anlage als baufällig beschrieben, war aber noch bewohnt. Im 17. Jahrhundert verfiel die Burg.

#### Geiersweiler
→ Hauptartikel: Geiersweiler
Der kleine Weiler Geiersweiler lag bei Buchengehren und gehörte den Rittern von Leineck. 1367 verkaufte Johannes von Leineck den halben Weiler an die Patrizierfamilie Wolf von Wolfsthal. 1411 kam der Weiler in Besitz des Klosters Adelberg und fiel wüst.

#### Hirtenhäusle
Hirtenhäusle ist ein Flurname südlich von Adelstetten. Über eine Wüstung haben sich keine Nachrichten erhalten, allerdings erhielten unbewohnte Fluren nie einen Namen mit dem Suffix -häusle.

#### Höldiser Sägmühle
→ Hauptartikel: Höldiser Sägmühle
Die Wassermühle im Tal des Eisenbachs entstand zwischen 1686 und 1706. Sie wurde gegen Ende des 19. Jahrhunderts abgerissen.

#### Kühnenbach
Der abgegangene Weiler lag westlich von Pfahlbronn am gleichnamigen Bach. Erstmals erwähnt wurde der Ort als Kienybach im Jahre 1380. Zuletzt wurde die Siedlung 1467 unter dem Namen Kömbach genannt.

#### Mannholzer Sägmühle
→ Hauptartikel: Mannholzer Sägmühle
Die Sägemühle im Eisenbachtal wurde 1686 unter dem Namen Nibelgau-Sägmühle erstmals erwähnt. Sie ging Mitte des 19. Jahrhunderts ab.

#### Nibelgau
→ Hauptartikel: Nibelgau
Der Ort Nibelgau lag nordwestlich von Mannholz. Er wurde in einer Urkunde aus dem Jahre 1271 erstmals erwähnt.

#### Östliche Burgholzer Sägmühle
→ Hauptartikel: Östliche Burgholzer Sägmühle
Die Mühle wurde von Andreas Kieser 1686 erwähnt. Weitere Nachrichten haben sich nicht erhalten.

#### Unterwetzler
→ Hauptartikel: Unterwetzler
1446 wurde die Siedlung als Vnterwetzler genannt, als das Kloster Gotteszell seinen Hof an Ulrich Knödler aus Pfahlbronn verkaufte. 1447 veräußerte Knödler den Hof an das Klosters Lorch.

#### Webersgehren
→ Hauptartikel: Webersgehren
Die kleine Einzelsiedlung wurde vor 1835 angelegt und 1845 erstmals erwähnt. Webersgehren wurde als neuere Ansiedlung bezeichnet. Sie wurde schon Mitte des 19. Jahrhunderts wieder aufgegeben.

### Einwohnerentwicklung
- 1847: 344 Einwohner, darunter 20 Katholiken; Gesamtgemeinde: 1753 Einwohner, davon 73 katholischer Konfession.[21]

## Politik
Für die Gemeinderatswahl bildet der Ortsteil Pfahlbronn ein Wohnbezirk im Sinne der baden-württembergischen Gemeindeordnung für die Unechte Teilortswahl.

## Wappen
Die Blasonierung des ehemaligen Gemeindewappens lautet: „In Gold eine bewurzelte grüne Tanne vor einem durchgehenden schwarzen Zaun.“

## Infrastruktur

### Verkehr
Durch Pfahlbronn führt die L 1155 von Welzheim über Alfdorf, die bei Mutlangen Anschluss an die B 298 hat. Pfahlbronn ist nicht an das Schienennetz angebunden. Verbindungen und Anschluss zu den Bahnhöfen Lorch und Schwäbisch Gmünd stellt der Busverkehr sicher. Dazu fährt ein Bus Richtung Welzheim. Als Ergänzung zu den Buslinien in den Abendstunden und am Wochenende wurden Rufautoverkehre eingerichtet.
Der öffentliche Personennahverkehr wird durch den Verkehrs- und Tarifverbund Stuttgart sichergestellt.

### Radfernwege
Durch den Ort führt der Deutsche Limes-Radweg. Er folgt dem Obergermanisch-Raetischen Limes über 818 km von Bad Hönningen am Rhein nach Regensburg an der Donau.

## Bilder aus Pfahlbronn

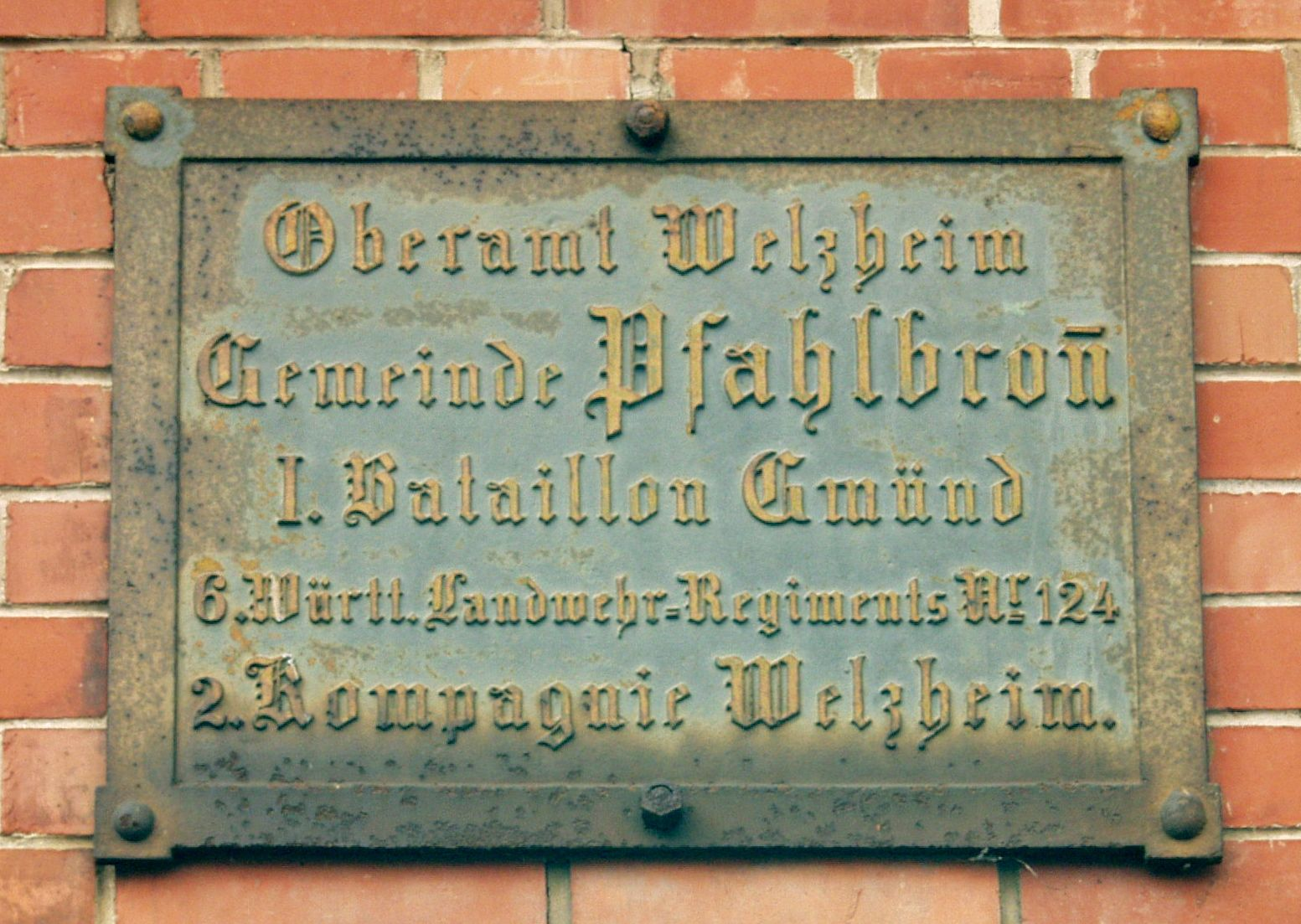
Truppenteil-Tafel am alten Rathaus
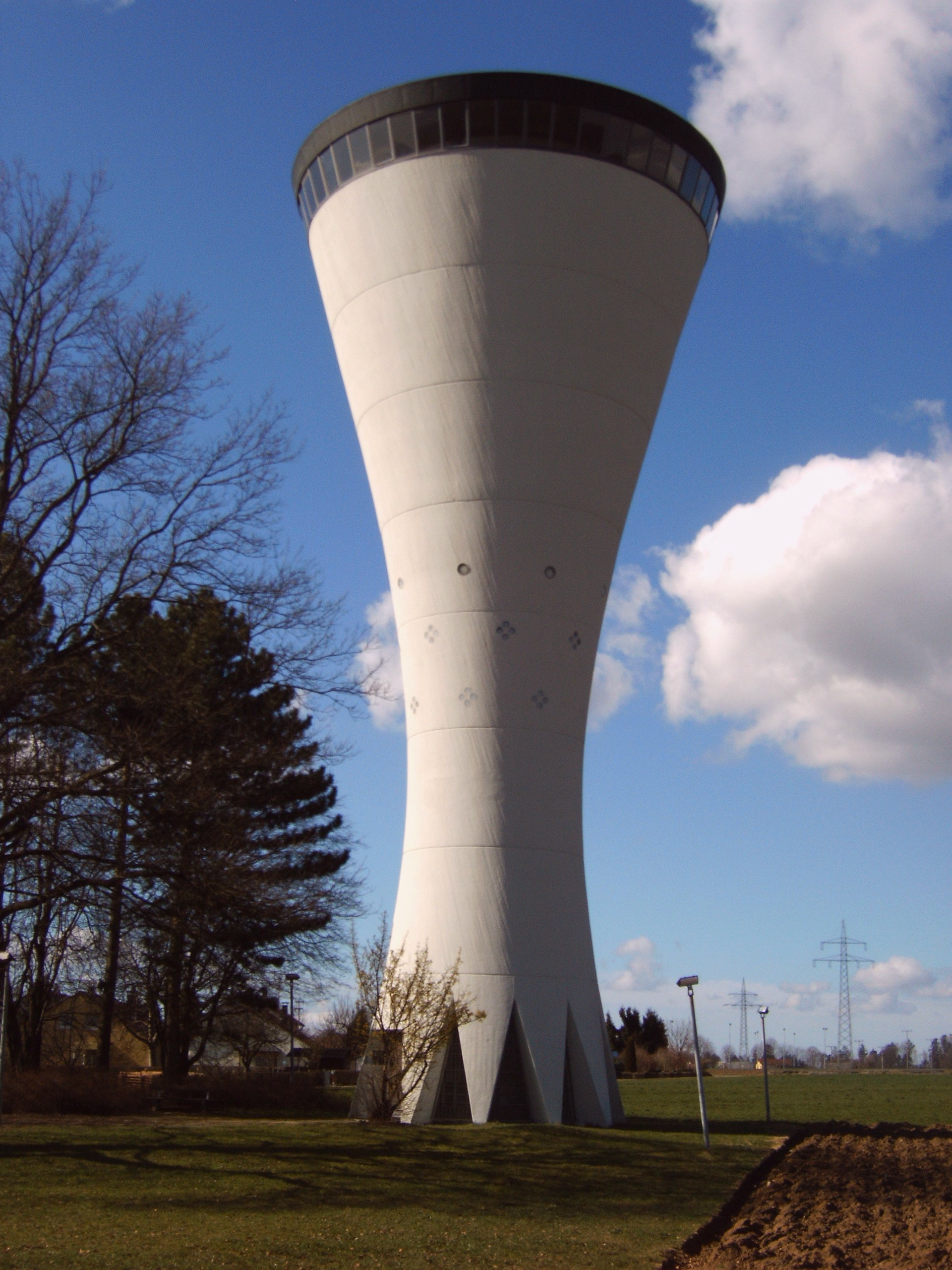
Wasserturm in Pfahlbronn
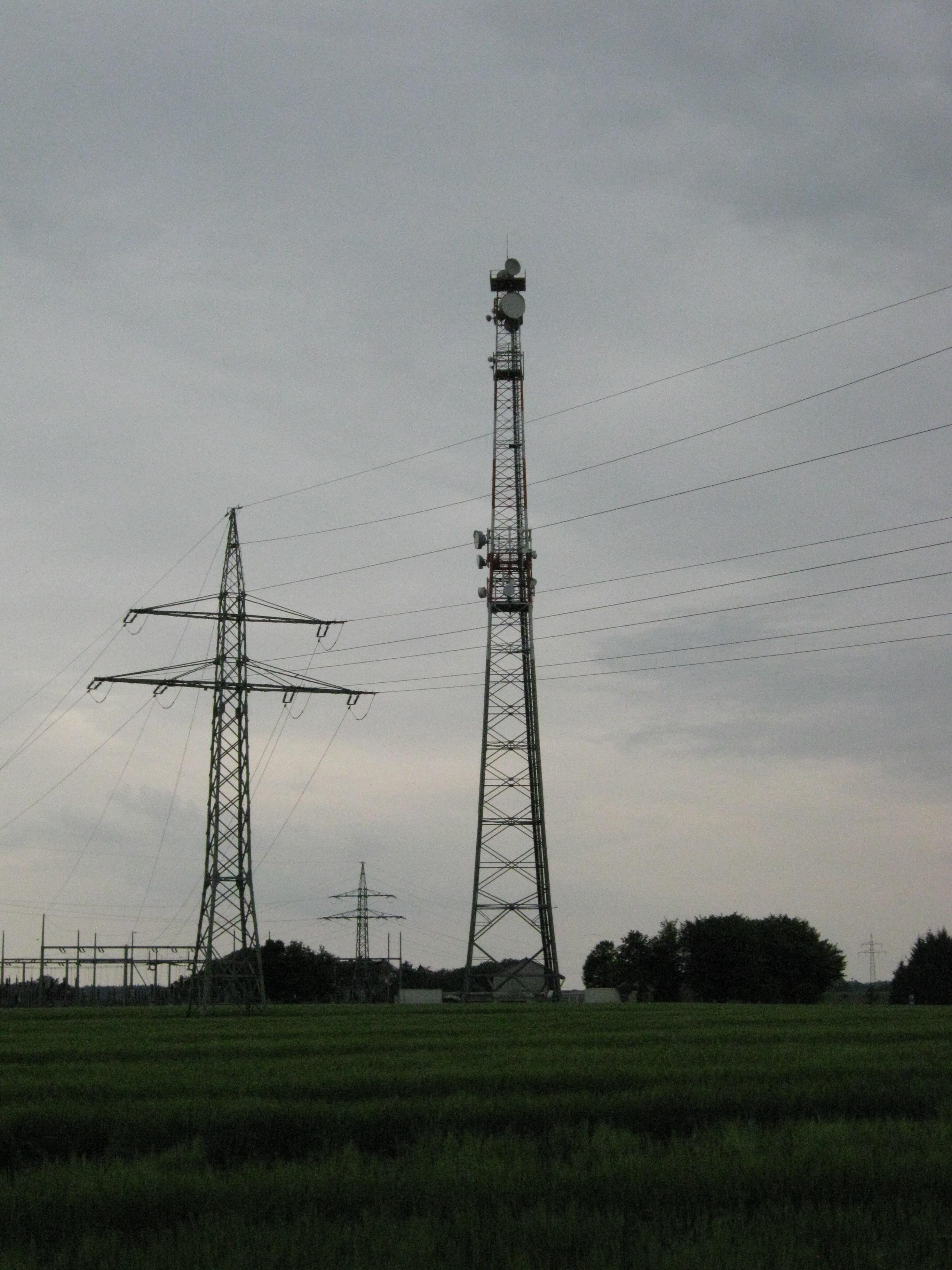
Umspannwerk
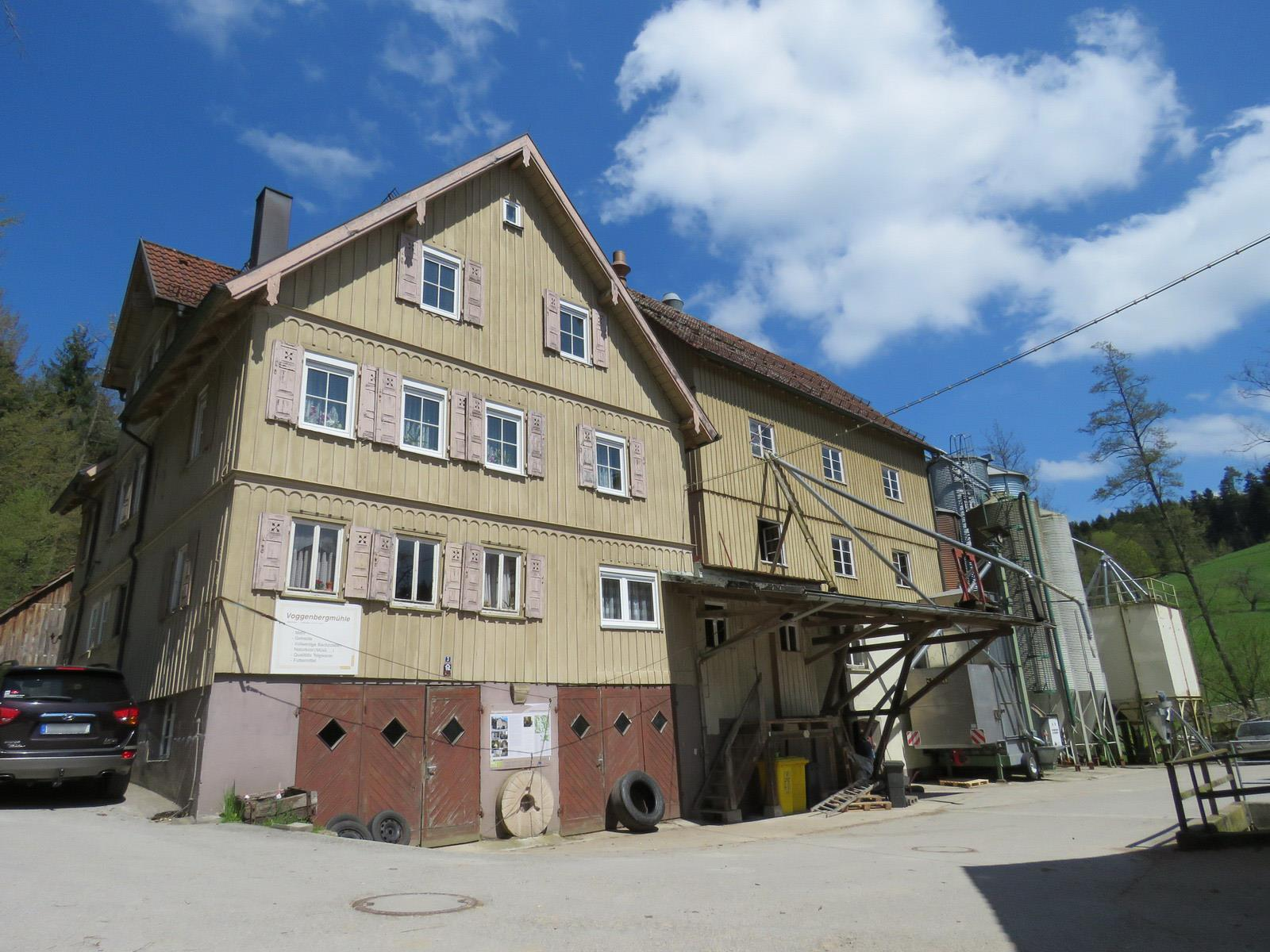
Voggenbergmühle
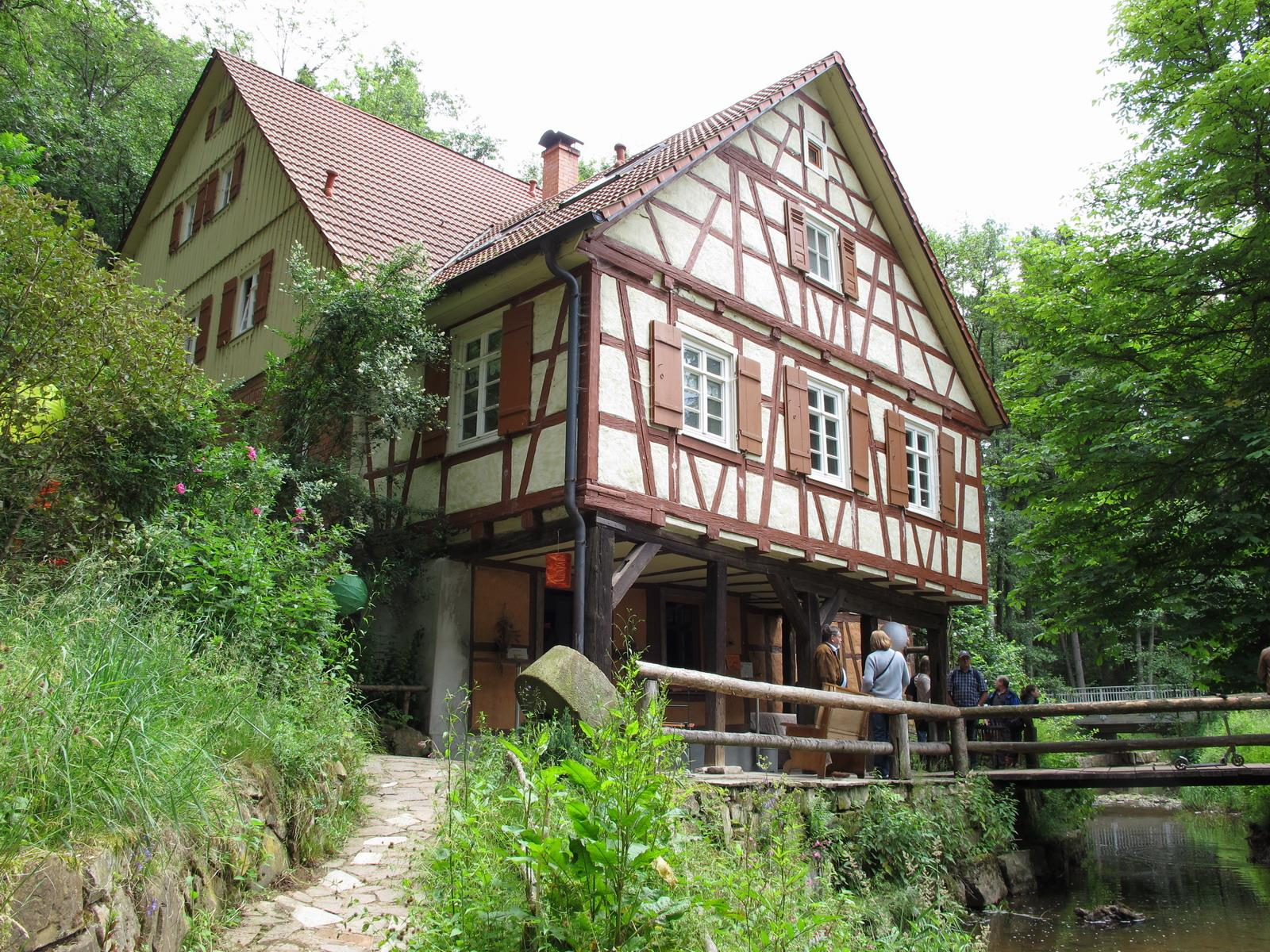
Hagmühle
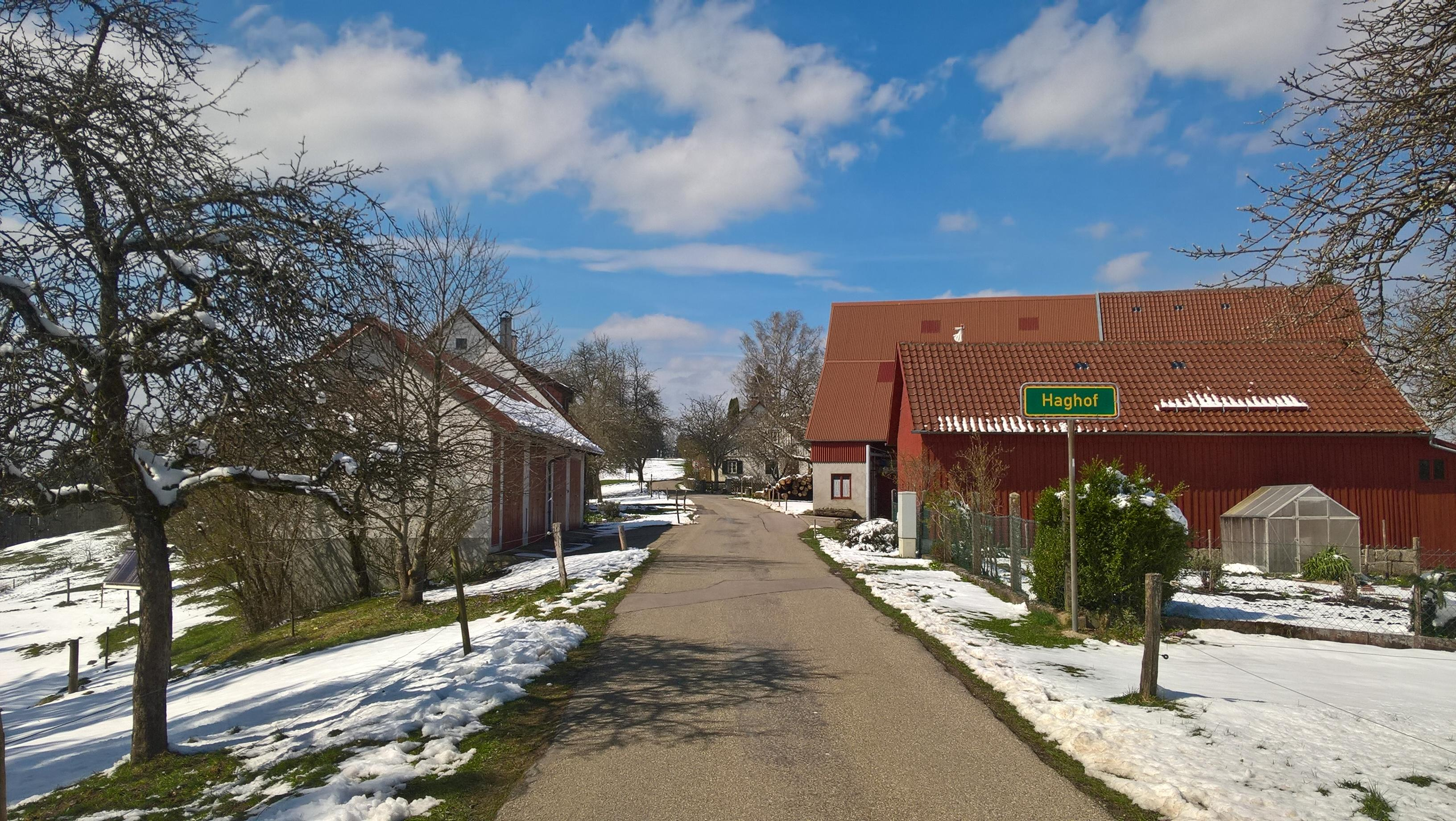
Haghof

## Sonstiges
Die Einwohner Pfahlbronns wurden in früheren Zeiten scherzhaft Pfohlstecher (Pfahlstecher) genannt. Ein anderer Neckname war Leimespicker (wegen der früher verbreiteten Töpferei und dem Umgang der Einwohner mit Lehm).

## Persönlichkeiten

### Mit Pfahlbronn verbundene Personen
- Georg Friedrich vom Holtz zu Niederholz (1597–1666), Offizier im Dreißigjährigen Krieg, wuchs im Ortsteil Adelstetten auf
- Wilhelmine Prinzessin von Württemberg (1777–1822), Hofdame und Ehefrau Wilhelm Friedrich Philipps von Württemberg, verbrachte ihre Jugend in Adelstetten
- Rüdiger Gramm (* 1971), Gedächtnis- und Mentaltrainer, verbrachte seine Jugend in Rienharz